# Maurice-Jean de Broglie
Maurice-Jean Madeleine de Broglie (Broglie, 5 settembre 1766 – Parigi, 20 luglio 1821) è stato un vescovo cattolico francese.
Ebbe ruoli importanti con Napoleone Bonaparte e Guglielmo I dei Paesi Bassi, che lo perseguitarono continuamente per la sua riluttanza ad obbedire ai loro ordini.

## Biografia

### L'esilio berlinese
Figlio di Victor-François (1718-1804), duca di Broglie e maresciallo di Francia, e della sua seconda moglie, Louise Augustine Salbigothon Crozat de Thiers (1733-1813), Maurice Jean Madeleine nacque il 5 settembre 1766 (due mesi prima del tempo) nel castello di Broglie. La sua era una famiglia nobiliare originaria del Piemonte.
Ebbe fin dall'infanzia ed in tutta la sua vita una salute molto delicata per cui soffriva costantemente. Destinato alla carriera ecclesiastica, studiò al seminario di Saint-Sulpice. La Rivoluzione francese scoppiò mentre ancora lui seguiva gli studi, ed all'inizio ne condivise i principi, ma poi non fu più d'accordo.
Ad un certo punto però le vicende presero una svolta che obbligò il giovane sacerdote ad abbandonare il seminario ed anche a fuggire dalla Francia, si ritirò in Germania, a Berlino, presso suo padre.
Emigrò nel giugno del 1790 e fu ordinato presbitero a Treviri il 1º marzo 1792. Presentato nel 1796 a Bad Pyrmont al re di Prussia Federico Guglielmo II che seppe apprezzarlo, fu designato da lui come prevosto del capitolo di Poznań, in Polonia. Nel 1797 fu ammesso alla corte di Berlino. Entrò poi in relazione con Napoleone Bonaparte per mezzo di Charles-François Lebrun ed Étienne-Alexandre Bernier, vescovo di Orléans.

### Rapporti con Napoleone
Il 17 dicembre 1801 lasciò la Polonia e rientrò in Francia. Nel 1802 e nel 1803 si recò a Münster dal padre ma non poté scegliere di tornare nella sua patria. Poté tuttavia ottenere dal governo che la sua famiglia riavesse i beni sequestrati che non erano ancora stati venduti.
In questo modo, nel 1804, era giunto all'attenzione di Napoleone, che cercava allora di circondarsi delle antiche famiglie della monarchia; Maurice de Broglie fu nominato senza preavviso il suo elemosiniere e non poté sfuggire a questo favore, sebbene egli sostenesse che tale ufficio non fosse adatto alla sua salute, già allora molto delicata.
Dovette quindi seguire l'Imperatore in Italia.
Nell'aprile del 1805 fu designato vescovo di Acqui. Fu consacrato il 17 novembre 1805 nella Chiesa di Saint-Sulpice dal cardinale Giovanni Battista Caprara (co-consacranti René des Monstiers de Mérinville e Louis Charrier de La Roche). Pubblicò un documento nell'occasione della battaglia di Austerlitz, in cui elargiva degli elogi all'Imperatore. In seguito però li moderò.
Domandò poi il suo spostamento, lamentandosi per la sua salute instabile (anche a causa delle acque termali della città), e fu trasferito nella diocesi di Gand come vescovo, il 4 dicembre 1807. Tentò di ristabilire l'indipendenza nella sua chiesa, malgrado ciò irritasse l'Imperatore.
Lo Stato Pontificio era annesso all'Impero Francese dal 1809. Nel 1810 Napoleone inviò a Maurice de Broglie la croce della Legion d'onore. Egli però la rifiutò non credendo di potersi prestare ad un giuramento che l'obbligasse a sostenere l'integrità dell'Impero, nel momento in cui vi erano uniti anche gli Stati della Santa Sede. Rispedì la decorazione e spiegò i suoi motivi in una lettera rivolta al ministro. Qualche tempo dopo l'Imperatore, in sua udienza, apostrofò rudemente il vescovo di Gand, che non temette affatto di dire che la sua coscienza si opponeva a ciò che gli si domandava. Ricevette una risposta brutale che gli annunciò le disgrazie che dovevano avvenire.
Non tardò a subire dei rimproveri. Il 10 agosto 1809 una lettera del Ministro del Culto annunciava che l'Imperatore era scontento dal poco attaccamento che il vescovo di Gand mostrava "verso la sua persona"; che lo spirito del clero diventava sempre più dannoso; che il vescovo desse la sua fiducia ad un vicario generale (il vescovo Le Sure) proprio per conciliare gli spiriti del governo. Le Sure ricevette perciò l'ordine di recarsi a Parigi: Maurice, che gli era molto affezionato, fece il viaggio con lui, poi fu costretto a ritornare nella sua diocesi senza il vicario generale, e da allora passò il suo tempo libero a scrivere opuscoli ascetici.
Nel giugno 1811 fu convocato a Parigi un concilio nazionale al fine di trovare un mezzo per eleggere i vescovi senza fare ricorso al Pontefice. Al suo turno Maurice si oppose costantemente alle misure proposte e protestò energicamente contro il modo in cui Napoleone interpretava il suo conflitto con la Santa Sede e, incaricato di rispondergli, eluse alle sue esigenze.
Il 10 luglio il concilio era sciolto e Maurice, privato del proprio titolo e fermato con il vescovo di Tournai, fu rinchiuso nel Castello di Vincennes, dove venne messo nel segreto più rigoroso. La sua prigionia durò più di quattro mesi e mezzo, e fu tanto difficoltosa a causa della sua salute molto fragile. In novembre, il duca di Rovigo, Anne Jean Marie René Savary, gli propose di presentare le dimissioni, che diede, non senza ripugnanza, il 23: acconsentì e promise di non immischiarsi più nell'amministrazione della sua diocesi. Lasciò Vincennes il 13 dicembre. Esiliato a Beaune, fu, poco tempo dopo, accusato di intrattenere dei rapporti con il suo vicario generale. Venne perciò trasferito nell'Isola di Santa Margherita, sulle coste della Provenza, il 6 maggio 1812.
Pochi giorni dopo il suo arresto, si fecero a Gand le ricerche più severe nel suo palazzo: tutte le sue carte furono portate via e fu arrestato il suo segretario. Anche dei vicari e dei canonici furono fermati e si volle costringere il capitolo a prendere in mano l'amministrazione della diocesi.
Nel gennaio 1813 fu nuovamente internato a Beaune. Maurice fu sollecitato a dichiarare di nuovo che rinunciava all'amministrazione della sua diocesi, che fece con un atto l'8 luglio a Digione, in cui tuttavia non rimosse i poteri dati al suo vicario generale, ma che servì solo come pretesto per una nuova nuova oppressione al suo clero.
Alla caduta di Napoleone, le sue concessioni furono considerate come nulle, poiché estorte con la violenza.
Richiamato nella sua diocesi dalla volontà unanime del popolo e del clero, ritornò a Gand dopo che i Francesi avevano abbandonato il Belgio. Il vescovo testimoniò davanti al suo capitolo il rammarico d'aver ceduto nei momenti difficili dando due volte le dimissioni.

### Rapporti con Guglielmo I dei Paesi Bassi
Da poco i Paesi Bassi si erano uniti al Belgio, dando la sovranità alla Casa d'Orange. Il vescovo di Gand, che aveva conosciuto il principe d'Orange a Berlino durante l'emigrazione, s'illudeva d'essere più tranquillo sotto il suo regno; ma presto i cattolici furono allarmati dall'andamento del governo.
Siccome Gand fa parte del Belgio, Maurice doveva prestare giuramento al Re dei Paesi Bassi, ma i progetti di una costituzione allarmarono la sua coscienza. Egli non tardò ad entrare in lotta contro il re Guglielmo I dei Paesi Bassi: richiamò i Gesuiti che Guglielmo aveva ordinato di disperdere, pubblicò i brevi del Papa senza autorizzazione, protestò contro la Costituzione del Regno, che ammetteva la libertà e l'uguaglianza dei culti, e nel settembre del 1815, firmò il giudizio dottrinale che proibiva ai cattolici di prestare giuramento alla costituzione.
Difese la causa cattolica nei tre scritti elaborati successivamente, cioè: un Comunicato al re, scritto il 28 luglio 1815, dai vescovi di Gand, di Tournai, di Namur, e dai vicari generali di Liegi e di Malines-Bruxelles; una Istruzione pastorale, in francese ed in nederlandese, del 2 agosto dello stesso anno; ed infine un altro scritto intitolato Giudizio dottrinale dei vescovi dei Paesi Bassi sul giuramento prescritto.
In ottobre, inviò al Congresso di Vienna una monografia sulle aspirazioni dei cattolici dei Paesi Bassi, sperando così di influenzare le decisioni dei potenti. Però il Belgio fu comunque unito alle Province Unite protestanti per formare il Regno Unito dei Paesi Bassi.
Fece ricorso infine a Roma, e Pio VII decise che la nuova legge fondamentale contenesse dei punti contrari alla religione cattolica, che la resistenza cattolica non potesse essere condannata dalla giustizia e che non si potessero esigere dei giuramenti contrari alla coscienza.
Le controversie divennero più serie sul tema della costruzione di nuove università in Belgio. Il vescovo di Gand credette che così si togliesse la morale del Vangelo per fare spazio alla morale filosofica. La sua Rappresentanza al re segnalò le nuove lamentele dei cattolici.
Nell'ottobre 1816 si rifiutò di ordinare le preghiere pubbliche per la principessa d'Orange. Inoltre, nel marzo 1817, non cantò il Te deum per celebrare il suo parto.
Dal 19 dicembre 1816 il re Guglielmo aveva scritto due decreti successivi, uno per ordinare l'istruzione della causa del vescovo, l'altro, del 21 gennaio, portò la causa davanti alla corte d'appello; entrambe erano state provocate da un lungo rapporto del ministro della Giustizia Cornelis van Maanen. Il 26 febbraio 1817, Maurice dovette comparire davanti alla corte che lo costrinse a ritirarsi in Francia alla fine di marzo.

### L'esilio parigino
Quando il 27 marzo il mandato d'allontanamento era divenuto effettivo, passò la frontiera e si ritirò qualche volta a Beaune, qualche volta a Parigi, sempre in preda ai malanni. Inoltre i trattamenti inflitti a lui od al suo clero, non erano propizi a mitigarsi.
Il 10 giugno il procuratore pubblico lesse una lunga requisitoria contro di lui: le lamentele si fondavano sul Giudizio dottrinale, sulla contrarietà di fare il giuramento, sulla censura degli atti di autorità, sulla pubblicazione di editti stranieri e sulla corrispondenza con Roma: un decreto di sequestro fu lanciato contro il vescovo. Dopo diverso tempo fu citato nuovamente ad apparire; nell'atto d'accusa fu incolpato di altri crimini. Egli si difese con una protesta fatta ad Amiens il 9 ottobre, ed in cui dedusse i suoi motivi per non ottemperare. Quella protesta non fu affatto considerata, e, l'8 novembre 1817, la corte emise un giudizio che lo condannò per contumacia all'esilio ed alla perdita dei suoi beni.
Questa sentenza fu affissa a Gand il 19 novembre 1817, dal boia, su di un palo nella piazza pubblica, tra due ladri esposti sulla gogna. Ma tale processo produsse l'effetto contrario a quello che ci si aspettava: i cattolici fecero una rivolta, ed accrebbe l'interesse che incitava un vescovo giustamente rispettato.
Egli indirizzò ai sovrani riuniti al Congresso di Aquisgrana un Monogramma intitolato: Reclamo rispettoso indirizzato alle Loro Maestà gli imperatori d'Austria, di Russia, ed il re di Prussia, relativamente allo stato degli affari religiosi in Belgio. Questo documento, scritto a Beaune, il 4 ottobre 1818, fu però pubblicato nel 1859.
Verso la fine del febbraio 1818 si immaginò che avesse perduto la sua giurisdizione coll'arresto dell'8 novembre e che fosse morto civilmente. In conseguenza non si vollero più riconoscere i suoi vicari generali, e si sollecitò il capitolo a prendere in mano il governo della diocesi. Il capitolo rifiutò con una lettera motivata. Da allora cominciò una serie di oppressioni come ai tempi di Napoleone. Il vicario generale, il vescovo le Sure, fu obbligato a lasciare il paese; due altri vicari furono messi in giudizio. Tutti e tre, così come parecchi canonici, curati e sacerdoti, furono privati dei loro trattamenti. I giovani del seminario furono costretti a lasciare gli studi e ad entrare nell'esercito: i religiosi stessi erano inquieti nei loro monasteri. Quella intransigenza continuò fino alla morte del vescovo.
Egli riceveva ogni giorno delle spiacevoli notizie sullo stato della sua diocesi: tutte queste circostanze erano come dei colpi per la sua sensibilità, ed hanno contribuito senza dubbio a logorare una salute già flebile ed affaticata da tante prove.
All'inizio del 1821 sua cognata Françoise de La Brousse de Verteillac, principessa di Revel, venne a vivere con lui e non lo lasciò che dopo la sua morte. Maurice si trovava a Parigi, quando, dopo molte sofferenze, spirò il venerdì 20 luglio 1821, all'una di notte, all'età di 54 anni e 10 mesi.
Il corpo de Maurice-Jean Madeleine de Broglie, dopo essere stato imbalsamato e deposto in una doppia bara di piombo e di quercia, rimase due giorni in una cappella, usata come camera ardente. La domenica sera, il clero di Saint-Sulpice, ci si recò, in corteo, per aspergerci dell'acqua benedetta. Le esequie furono celebrate a Saint-Sulpice il 24: il vescovo coadiutore di Parigi officiò e fece le assoluzioni. Il nunzio apostolico, dei prelati, dei pari, dei deputati, ed altre persone importanti, vi assistettero. Il principe Amédée de Broglie, fratello del defunto, era in testa alla famiglia. Il corpo fu deposto in una cappella della chiesa, situata sotto il coro. Più tardi, il feretro fu trasferito in una cripta della Cattedrale di San Bavone ed il suo cuore nel seminario.

## Genealogia episcopale
La genealogia episcopale è:
- Cardinale Scipione Rebiba
- Cardinale Giulio Antonio Santori
- Cardinale Girolamo Bernerio, O.P.
- Arcivescovo Galeazzo Sanvitale
- Cardinale Ludovico Ludovisi
- Cardinale Luigi Caetani
- Cardinale Ulderico Carpegna
- Cardinale Paluzzo Paluzzi Altieri degli Albertoni
- Papa Benedetto XIII
- Papa Benedetto XIV
- Papa Clemente XIII
- Cardinale Giovanni Battista Caprara Montecuccoli
- Vescovo Maurice Jean Madeleine de Broglie

## Decorazioni
- Napoleone offrì la croce della Legion d'onore a Maurice-Jean de Broglie, ma lui la rifiutò e gliela rinviò.

## Titoli
- Principe di Broglie: con un diploma del 1759, l'imperatore Francesco I aveva conferito al Maresciallo Victor-François de Broglie il titolo di Principe del Sacro Romano Impero per lui e per i suoi discendenti;
- Barone del Primo Impero.

## Altre funzioni
- Elemosiniere di Napoleone (1804).

## Pubblicazioni
Gli scritti di Maurice de Broglie offrono un vivo interesse, sia per i loro meriti intrinsechi, sia per la natura delle circostanze stesse, essi sono cinque:
- Comunicato al re (28 luglio 1815): questo comunicato è firmato dai vescovi di Gand, Tournai, Namur e dai vicari di Malines-Bruxelles e Liegi;
- una Istruzione pastorale, in francese e nederlandese (2 agosto 1815);
- un Giudizio dottrinale dei vescovi dei Paesi Bassi sul giuramento prescritto;
- una Rappresentazione sull'introduzione di certi lavori funesti nell'insegnamento, e sui suoi timori relativi alla sorte dei seminari episcopali;
- Reclamo rispettoso indirizzato alle Loro Maestà gli imperatori d'Austria, di Russia, ed il re di Prussia, relativo allo stato degli affari religiosi in Belgio (4 ottobre 1818 - Beaune, pubblicato nel 1859).